# Aseïtat
L'aseïtat (del llatí ā "de" i sē "mateix", més -itat "qualitat de") és la propietat per la qual un ésser existeix per i des de si mateix. Es refereix a la creença cristiana que Déu no depèn de cap altra causa que no sigui ell mateix per a la seva existència, realització o fi, i té dins de si la seva pròpia raó d'existència. Això representa Déu com a absolutament independent i autoexistent per naturalesa. Molts teòlegs jueus i musulmans també ho han cregut que, d'aquesta manera, Déu és independent. Aquesta qualitat d'independència i autoexistència ha estat afirmada sota diversos noms per teòlegs que es remunten a l'antiguitat, encara que l'ús de la paraula "asècia" va començar només a l'edat mitjana.